# Jakob Schopper

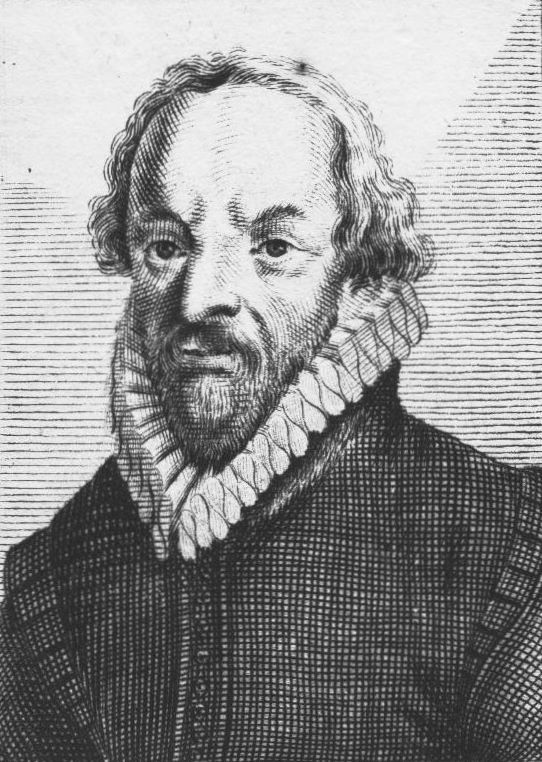
Porträt um 1680

Jakob Schopper (auch Jacob Schopper; * 1. November 1545 in Biberach an der Riß; † 12. September 1616 in Altdorf bei Nürnberg) war ein deutscher lutherischer Theologe, Geistlicher und Hochschullehrer.

## Leben
Schopper war Sohn eines lutherischen Predigers. Er besuchte unter Martin Crusius die Schule in Memmingen und ging anschließend zum Studium der Philosophie und Theologie an die Universität Tübingen, an der Crusius wieder sein Lehrer war. Um 1562 wurde er in Tübingen zum Magister graduiert. Insgesamt studierte er sieben Jahre an der Tübinger Universität, unter anderem auch Theologie unter Jakob Andreae, Johannes Brenz und Jacob Heerbrand. 1566 wurde er Pfarrer an St. Martin in Biberach. Aufgrund seiner Provokationen gegenüber den Katholischen in Biberach wurde er 1575 seines Amtes enthoben.
Schopper verließ 1575 Biberach und wurde Gymnasiallehrer für Theologie an der Landesschule Hornbach. Da er sich zur Konkordienformel bekannte, musste er das Gymnasium wieder verlassen. Er kam über Tübingen an die Universität Heidelberg, an der er 1581 zum Professor der Theologie ernannt wurde. In diesem Zuge wurde er 1582 in Heidelberg zum Doktor der Theologie promoviert. Als die Konfession sich in Heidelberg 1584 änderte, wurde Schopper als bekennender Lutheraner wieder entlassen. Daraufhin kam er nach Pfalz-Neuburg und wurde Superintendent von Heideck.
Schopper wurde 1588 Hofprediger bei Georg Friedrich I. von Brandenburg-Ansbach-Kulmbach in Ansbach. Das Hofleben sagte ihm nicht zu, deshalb ließ er sich als Pastor und Dekan nach Lehrberg versetzen. 1593 wechselte er nach Amberg. Dort wurde er als Stadtprediger und Antistes mit der Neuordnung des Schul- und Kirchenwesens betraut. Zudem hatte er an der dortigen Schule eine Professur der Theologie inne. Allerdings geriet er abermals in Streit mit den Calvinisten. Deshalb wurde er 1597 vom Rat der Stadt Amberg abgesetzt.
Schopper wurde 1598 zum Professor der Theologie an der Universität Altdorf berufen. Dort setzte er sich gegen Georg Volcart (1558–1628), Johann Kilian Spremberger (1573–1619) und  Jacob Jordan (1556–1632) durch und bestimmte die theologische Ausrichtung der Hochschule. Seine Dispute, auch mit Studierenden, reichten bis hin zu Tätlichkeiten. 1600 erhielt er einen Ruf in seine Heimatstadt. Er blieb allerdings bis zu seinem Lebensende in Altdorf und starb, als er gerade das Amt des Rektors der Universität bekleidete.

## Werke (Auswahl)
- Neuwe Chorographia und Histori Teutscher Nation, Das ist: Warhaffte eigentliche und kurtze Beschreibung der alten Hochlöblichen Teutschen, unserer Uranherren erster Ankunfft, Herkommen, auffnemen und Vermehrung, dero Namens ursprung: von ihren herrlichen Kriegßthaten: vielfälligen verrückungen in andere länder: so sie fast biß zu dieser Zeit nicht allein in Europa, sondern auch in Asia u. Affrica mannlich vollbracht ..., Schmidt, Frankfurt am Main 1582.
- Verantwortung Der Christlichen vnnd wolgegründten demühtigen Supplication der Augspurgischen Confession Verwandten Bürger in deß H. Röm. Reichs Statt Cölln, an einen ... Raht daselbs, vmb gnädige Erläubnuß deß öffentlichen Exercitij jhrer Religion, Spies, Heidelberg 1585.
- De Sacrosancta Coena Domini Nostri Iesv Christi: Tractatus, continens solida argumenta verae institutionis: cum confutatione impiorum argumentorum seu sophismatum, quibus fanatici Testamentum hoc Iesv Christi adulterare conantur, Meissner, Wittenberg 1595.
- Oratio De Discrimine Religionis Christianorvm Et Ethnicorvm, Et De Avthoritate, Vtilitate ac Necessitate Locorum Communium Theologicorum, Bauer, Altdorf 1612.